# Pterotiltus miniatulus
Pterotiltus miniatulus är en insektsart som beskrevs av Karsch 1893. Pterotiltus miniatulus ingår i släktet Pterotiltus och familjen gräshoppor. Inga underarter finns listade i Catalogue of Life.